# 13 (film fra 2010)
 For alternative betydninger, se 13 (flertydig). (Se også artikler, som begynder med 13)
13 er en amerikansk psykologisk thriller, der er instrueret af Géla Babluani, med Sam Riley, Ray Winstone, 50 Cent, Mickey Rourke og Jason Statham. Den er en genindspilning af den fransk-georgianske film 13 Tzameti fra 2005, som også havde Babluani som instruktør.
Filmen fik meget dårlige anmeldelser.
Den indspillede for $3,7 mio.

## Medvirkende
- Jason Statham som Jasper Bagges
- Sam Riley som Vincent "Vince" Ferro
- Ray Winstone som Ronald Lynn Bagges
- Curtis "50 Cent" Jackson som Jimmy
- Mickey Rourke som Patrick Jefferson (oprindeligt Jesse James Jefferson).[3]
- David Zayas som Detective Mullane[4]
- Emmanuelle Chriqui[5] som Aileen
- Michael Shannon[5] som Henry
- Ben Gazzara[5] som Schlondorff.
- Alexander Skarsgård[5] som Jack
- Gaby Hoffmann som Clara Ferro, Vincents søster
- Michael Berry Jr. som William
- Chuck Zito som Ted

## Eksterne Henvisninger
- 13 på Internet Movie Database (engelsk)
- 13 på Filmdatabasen
- 13 på Scope
- 13 i Svensk Filmdatabas (svensk)
- 13 på AlloCiné (fransk)
- 13 på MovieMeter (nederlandsk)
- 13 på AllMovie (engelsk)
- 13 hos American Film Institute (engelsk)
- 13 på The Movie Database (engelsk)
- 13 på Rotten Tomatoes (engelsk)